# ستيف وليامز (لاعب كرة قدم مواليد 1974)
ستيف وليامز (بالإنجليزية: Steve Williams) هو لاعب كرة قدم بريطاني في مركز حراسة المرمى، ولد في 16 أكتوبر 1974 في آبريستويث في المملكة المتحدة. شارك مع منتخب ويلز تحت 21 سنة لكرة القدم. أما مع النوادي، فقد لعب مع درودا يونايتد وكارديف سيتي وكوفنتري سيتي ونادي دوندالك ونادي شيلبورن.

## وصلات خارجية
- ستيف وليامز على موقع قاعدة بيانات كرة القدم.إي يو (الإنجليزية)
- ستيف وليامز على موقع Soccerbase.com (لاعب) (الإنجليزية)